# ガスパチョ

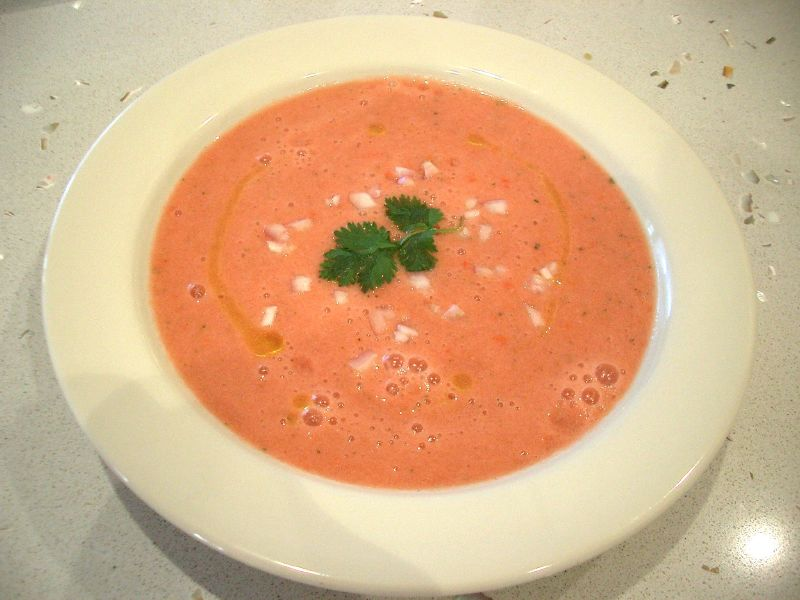
トマトを用いたガスパチョ

ガスパチョ（スペイン語：gazpacho、ポルトガル語：gaspacho）とは、スペイン料理とポルトガル料理の冷製スープである。スペイン料理のスープとしては極めて有名な物の1つとされる。暑さの厳しい地方や夏に特に好まれる。トマトを用いたガスパチョが一般的。

## 特徴

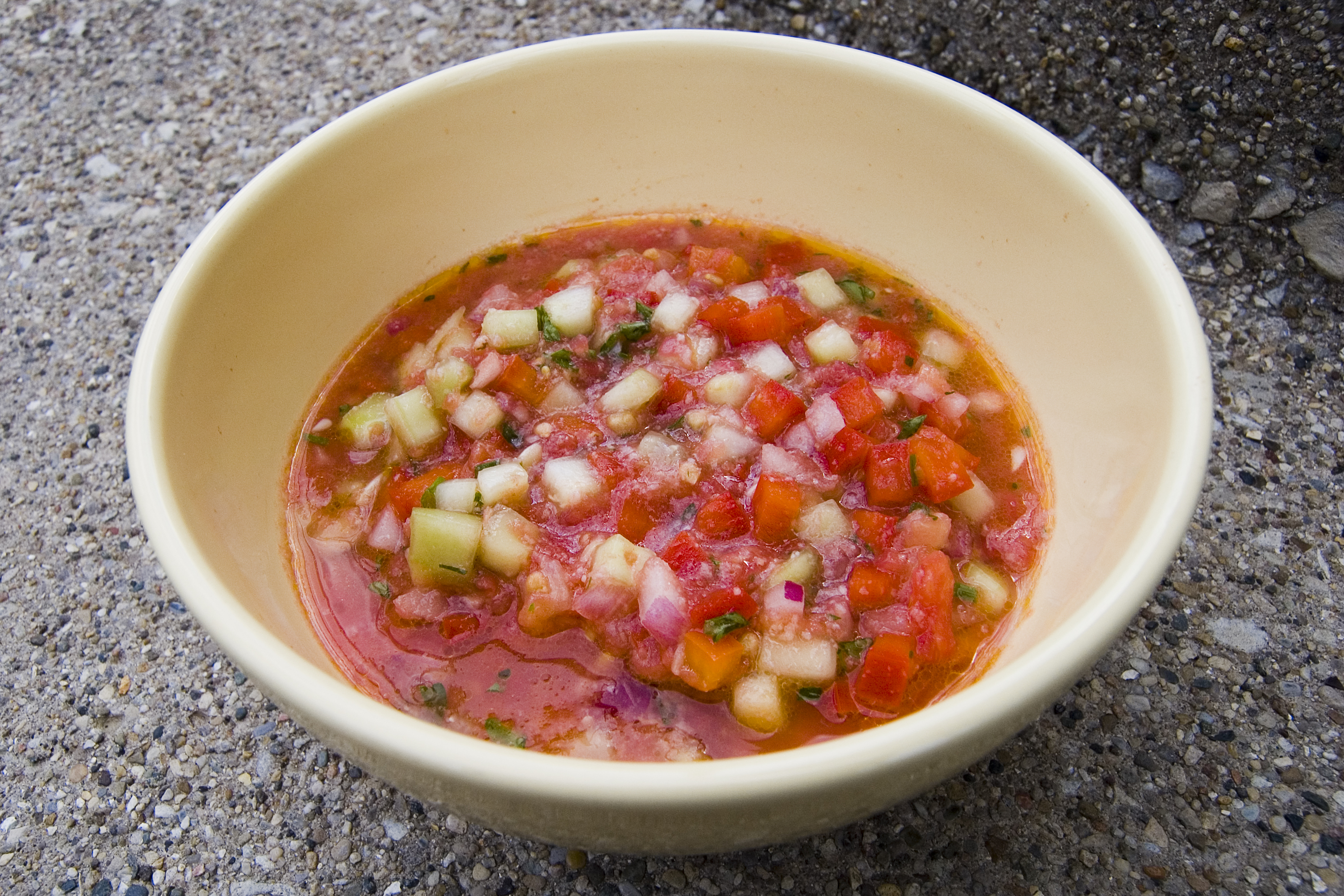
角切りのガスパチョ

本来は木のすり鉢とすりこぎで素材をすりつぶしていたものの、今ではミキサーやフードプロセッサーを使うことが多い。しかし通の間では電気機器を使ってガスパチョを作るのは邪道であるという意見がある。野菜やパンはピュレー状にせず、角切りにするだけの場合もある。その日に作ったものより1日経ってからのほうが味がなじんで美味しくなるとされる。
トマトを主成分とした「赤い」ガスパチョが最も有名であるが、トマトが入らない「白い」ガスパチョもある。ポルトガルのガスパチョはスペインのものよりもパンの割合が多い。ただし、それぞれ家庭の味があり、バリエーションが見られる。

## 歴史
ガスパチョ発祥の地はスペインのアンダルシア地方である。初期のガスパチョはパン、ニンニク、食塩、酢、水だけから成っていたが、19世紀までにはトマト、キュウリなどが入るようになった。

## 語源
「ガスパチョ」の語源はアラビア語で「びしゃびしゃしたパン」を意味すると言われているだけでなく、他に、ラテン語の「カスパ」（caspa、「かけら、断片」）とも言われ、さらにヘブライ語の「ガザズ」（gazaz、「ばらばらにちぎる」）とも言われている。